# Benjamin Fordyce Barker

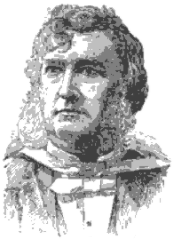
Benjamin Fordyce Barker

Benjamin Fordyce Barker (* 2. Mai 1818 in Wilton, Massachusetts; † 30. Mai 1891 in New York City) war ein US-amerikanischer Arzt und Geburtshelfer.

## Leben
Benjamin, der Sohn des promovierten Wiltoner Arztes John Barker und dessen Ehefrau Phebe Abbott, erlangte 1833 die Hochschulreife nach Schulbesuchen in den Ortschaften China, Farmington und Limerick im Bundesstaat Maine. Er absolvierte 1837 das Bowdoin College als Bachelor und schloss seine Medizinstudien dort 1841 als Dr. med. ab. 1843 ließ er sich in Norwich (Connecticut) nieder. Im Winter auf das Jahr 1845 vervollständigte er seine medizinischen Studien in Paris und kehrte nach Norwich zurück. Darauf wirkte er an Bowdoins Medizinischer Fakultät bis 1846 als Dozent für Geburtshilfe. 1850 folgte er einem Ruf nach New York City und wirkte dort bei der Gründung des späteren New York Medical College als Professor für Geburtshilfe und Frauenkrankheiten mit. Ab 1856 folgten regelmäßig Sommeraufenthalte in Europa. Bei der Gründung des Bellevue Hospital Medical College im Jahr 1861 in New York City übernahm er die Leitung der Fakultät für sein Fachgebiet.
Eine Zeitlang war er Leibarzt des Präsidenten Ulysses S. Grant.
Benjamin Barker heiratete am 14. September 1843 Elizabeth Lee Dwight (1824–1898) aus Harrisburg. Das Paar hatte einen Sohn – den späteren Bankier Fordyce Dwight Barker (1847–1893).
Benjamin Barker starb in seiner New Yorker Wohnung an einer Hirnblutung und fand auf dem Norwicher Yantic Friedhof die letzte Ruhe.

## Hauptwerk
- The puerperal diseases. Clinical lectures delivered at Bellevue Hospital. New York 1874 (archive.org, Ausgabe 1878)

Ausgabe in deutscher Sprache
- Carl Gustav Rothe (Hrsg.): Fordyce Barker: Die Puerperal-Krankheiten[4]. Klinische Vorträge am Bellevue-Hospital zu New York. Leipzig 1880

## Mitgliedschaften, Mitgründungen, Präsidentschaften, Ehrungen
- Mitglied
  - 1850 American Geographic and Statistical Society
  - 1851 Century Association New York City
  - 1864 National Academy Museum and School
  - 1867 American Bible Society
  - 1868 Physicians’ Mutual Aid Association
  - 1871 St. John’s Guild
  - 1881 American Academy of Arts and Sciences
  - American Museum of Natural History
  - American Temperance Society
  - Obstetrical Society of London
  - Edinburgh Obstetrical Society
  - Charity Organization Society
- in den 1850er Jahren Mitgründer des New York Medical College
- 1874 Korrespondierendes Mitglied der Obstetrical Society of Philadelphia
- 1878 Fellow der London Medical Society
- 1876–1877 Präsident der American Gynecological Society
- 1878 Dr. jur. h. c., verliehen von der Columbia University, der The University of Edinburgh (1884), dem Bowdoin College (1887) und der University of Glasgow (1888)
- 1879–1885 Präsident der New York Academy of Medicine[5]